# Hoán đổi chân tướng
Hoán đổi chân tướng (tên tiếng Hoa: 換命真相; tiếng Anh: Take Two; hay còn được gọi với tên cũ là Nghịch tập nhân sinh (逆襲人生) là bộ phim truyền hình Hồng Kông thuộc thể loại xuyên không của đài TVB ra mắt năm 2021 với sự tham gia diễn xuất của Đàm Tuấn Ngạn, Đặng Bội Nghi, Trương Dĩnh Khang trong vai trò diễn viên chính cùng với những diễn viên phụ khác như Chu Mẫn Hãn, Tưởng Gia Mân, Lưu Bội Nguyệt, Trần Đình Hân, Lâm Vĩ Thần, Lâm Khải Ân, Trịnh Tử Thành, Khâu Tử Khiêm, Phùng Tố Ba, Hàn Mã Lợi và Phàn Diệc Mẫn. Phim có được sản xuất bởi Hồng Vĩ Thanh với phần biên tập do Mã Tuấn Oanh đảm nhận. Đồng thời đây cũng là bộ phim đầu tiên của Đặng Bội Nghi thủ vai nữ chính.
Đây là một trong bốn bộ phim truyền hình để kỷ niệm 55 thành lập của đài TVB.

## Nội dung
Tòa nhà Duy Lợi bất ngờ bị đổ sập, khiến nhiều người thiệt mạng. Kỹ sư công trình Thời Quang (do Đàm Tuấn Ngạn thủ vai) từng đánh giá chất lượng tòa nhà bất ổn. Quang nghi ngờ việc này có liên quan đến Khang Vĩnh Nhân (do Lâm Vĩ Thần thủ vai) và sư phụ Anh Diệu Hoa (do Trịnh Tử Thành thủ vai).
Trong lúc điều tra, bạn gái Quang là luật sư Trương Mân (do Đặng Bội Nghi thủ vai) bị tai nạn xe chết. Quang và em gái cùng cha khác mẹ là Âu Dương Gia Thuần (do Tưởng Gia Mân thủ vai) đều bị truy sát. Gia Thuần đã rơi từ trên cao xuống, tử vong. Quang cũng rơi xuống. Trong lúc này, đột nhiên có nhật thực. Sau khi Quang tỉnh dậy, anh thấy mình quay về thời điểm trước vụ sập tòa nhà vài tháng.
Quang cảm thấy như mình được tái sinh nên quyết định sửa chữa mọi sai lầm. Anh âm thầm bảo vệ em gái và Mân. Bạn thân của Mân là Dương Tử Sơn (do Lưu Bội Nguyệt thủ vai) cùng cô và Thuần kinh doanh tiệm cà phê “Tiểu Tiểu Thời Quang”.
Mặt khác, bạn thân của Thời Quang là Viên Hựu Huân (do Trương Dĩnh Khang thủ vai) từng bước tiếp cận với Khang Vĩnh Nhân và theo đuổi Trương Mân. Phác Bảo Kiếm (do Chu Mẫn Hãn thủ vai) thì không ngừng điều tra Thời Quang, vì Kiếm phát hiện Quang có thể biết trước tương lai. Liệu Thời Quang có thể hoán đổi chân tướng, thay đổi số mệnh để cứu sống bạn gái Trương Mân và em gái Gia Thuần hay không?...

## Diễn viên

### Công ty TNHH Tư vấn Xây dựng Anh Diệu Hoa
| Diễn viên         | Vai diễn          | Miêu tả |
| ----------------- | ----------------- | --- |
| Trịnh Tử Thành    | Anh Diệu Hoa      | Marcus, Sếp Anh Giám đốc điều hành Chồng của Trình Thiên Na Anh rể của Trình Trác Nghiệp Sư phụ của Thời Quang và Viên Hựu Huân Sinh năm 1964/1965, 55 tuổi Trong dòng thời gian ban đầu, ông bị Thời Quang hiểu lầm là người đã thông đồng với Khang Vĩnh Nhân và phản bội anh Trong tập 18, ông biết được kế hoạch điều tra Khang Vĩnh Nhân của Thời Quang và đã ra đầu thú trước ICAC dùm vợ mình để ngăn Thời Quang tiếp tục điều tra Trong tập 22, ông giao lại công ty cho Viên Hựu Huân điều hành nhờ sự ủng hộ của Thời Quang, ngoài ra ông còn được tiết lộ rằng đã chết vì bệnh tim trong dòng thời gian ban đầu |
| Vương Ỷ Cầm       | Trình Thiên Na    | Tina Phó giám đốc điều hành Vợ của Anh Diệu Hoa Chị của Trình Trác Nghiệp Sư mẫu của Thời Quang và Viên Hựu Huân Bị Khang Vĩnh Nhân nắm thóp vì ông đã mua chuộc Trương Chấn Trung để che đậy tội danh làm báo cáo sai sự thật của bà |
| Thang Tuấn Minh   | Trình Trác Nghiệp | CY Giám đốc dự án Em của Trình Thiên Na Em rể của Anh Diệu Hoa |
| Đàm Tuấn Ngạn     | Thời Quang        | Timothee, Tim Kỹ sư trưởng / Kỹ sư kết cấu công trình Anh cùng cha khác mẹ của Âu Dương Gia Thuần Trước khi trùng sinh, anh là bạn trai của Trương Mân Học trò của Anh Diệu Hoa và được ông coi là người thừa kế công ty Đồng nghiệp, bạn và tình địch của Viên Hựu Huân Người thuê nhà kiêm bạn mới của Phác Bảo Kiếm Sinh năm 1983/1984, 36 tuổi Trong dòng thời gian ban đầu, anh bị giết vào ngày 29 tháng 12 khi điều tra về sự sụp đổ của Tòa nhà Duy Lợi nhưng anh lại được trùng sinh về 100 ngày trước là ngày 21 tháng 6. Sau khi trùng sinh, để bảo vệ cho sự an toàn của những người bên cạnh mình, anh đã quyết định không nhận lại Âu Dương Gia Thuần làm em gái cũng như không làm quen với Trương Mân. Anh cũng hiểu lầm rằng Anh Diệu Hoa là người đã phản bội mình và cố gắng ngăn chặn những thảm kịch đã xảy ra trong dòng thời gian ban đầu Trong tập 22, anh biết được người thực sự phản bội mình là Viên Hựu Huân do em gái lấy lại được ký ức từ dòng thời gian ban đầu tiết lộ. Nhưng sau đó, anh đã quyết định bỏ qua hận thù |
| Trương Dĩnh Khang | Viên Hựu Huân     | Nicholas, Nic Trưởng nhóm công trình / Kỹ sư kết cấu công trình Học trò của Anh Diệu Hoa Đồng nghiệp, bạn và kẻ thù của Thời Quang Sinh năm 1983/1984, 36 tuổi Anh luôn làm hài lòng Khang Vĩnh Nhân và được ông đánh giá rất cao Trong dòng thời gian ban đầu, anh thích Trương Mân nhưng không theo đuổi cô vì biết Thời Quang đang quen cô. Nhưng ở thời gian hiện tại, vì Thời Quang không quen Trương Mân nên anh đã quyết định theo đuổi cô. Sau đó, anh phát hiện mình đã tố cáo Thời Quang với Khang Vĩnh Nhân trong dòng thời gian ban đầu. Trong tập 22, anh biết Trương Mân thích Thời Quang cũng như vì Thời Quang đã giúp mình ngăn chặn sự cố nên quyết định rút lui và chúc phúc cho Trương Mân |
| Dương Chứng Hoa   | Trần Hiên         | Kỹ sư kết cấu công trình Cấp dưới của Viên Hựu Huân |
| Trần Nặc Trung    | A Hy              | Kỹ sư kết cấu công trình Cấp dưới của Thời Quang |
| Lý Gia Tấn        | A Siêu            | Kỹ sư kết cấu công trình Cấp dưới của Thời Quang |
| Dung Thiên Hữu    | Aiden             | Kỹ sư kết cấu công trình Cấp dưới của Viên Hựu Huân Bạn trai của Kristy |
| Hồ Mỹ Di          | Tiffany           | Thư ký |
| Trần Uyển Trừng   | Kristy            | Cấp dưới của Thời Quang Bạn gái của Aiden |
| Cổ Bội Linh       | Leslie            | Thực tập sinh Cấp dưới của Viên Hựu Huân |

### Quán cà phê Tiểu Tiểu Thời Quang
| Diễn viên               | Vai diễn           | Miêu tả |
| ----------------------- | ------------------ | --- |
| Ngô Thiên Nhi (lúc trẻ) | Chu Tiểu Tiểu      | Vanessa, Tiểu Tiểu Chủ quán cũ đã qua đời Cựu cảnh sát chìm / Trợ lý Chủ tịch Tập đoàn Duy Cảng Thế Kỷ Tốt nghiệp Cao đẳng Thánh La Lan Bạn học cấp hai của Trương Mân, Âu Dương Gia Thuần và Dương Tử Sơn Trợ lý kiêm tình nhân cũ của Khang Vĩnh Nhân Bạn kiêm hàng xóm của Phác Bảo Kiếm Nội ứng của Cổ Gia Minh Từng mang trong bụng giọt máu của Khang Vĩnh Nhân nhưng đã bị hại sảy thai Sinh ngày 4 tháng 3 năm 1990, mất ngày 7 tháng 6 năm 2020 (an táng ngày 22 tháng 6), hưởng dương 30 tuổi Trong dòng thời gian ban đầu, cô vô tình gặp được Thời Quang trên máy bay và cũng gián tiếp giúp anh tìm ra em gái của mình là Âu Dương Gia Thuần sau khi chết Sau khi qua đời, cô được nghi ngờ là tự sát và lập di chúc để lại quán cà phê trị giá 30 triệu đô cho ba người bạn với điều kiện họ phải sống chung với nhau một năm Trong tập 23, cô được Cổ Gia Minh làm nội ứng tiếp cận Khang Vĩnh Nhân để tìm ra bằng chứng phạm tội của hắn nhưng sau đó, cô đã từ chức vì vô tình yêu ông. Cuối cùng, cô bị phát hiện là nội ứng và dựng hiện trường giả tự sát rồi giết chết |
| Trần Đình Hân           | Chu Tiểu Tiểu      | Vanessa, Tiểu Tiểu Chủ quán cũ đã qua đời Cựu cảnh sát chìm / Trợ lý Chủ tịch Tập đoàn Duy Cảng Thế Kỷ Tốt nghiệp Cao đẳng Thánh La Lan Bạn học cấp hai của Trương Mân, Âu Dương Gia Thuần và Dương Tử Sơn Trợ lý kiêm tình nhân cũ của Khang Vĩnh Nhân Bạn kiêm hàng xóm của Phác Bảo Kiếm Nội ứng của Cổ Gia Minh Từng mang trong bụng giọt máu của Khang Vĩnh Nhân nhưng đã bị hại sảy thai Sinh ngày 4 tháng 3 năm 1990, mất ngày 7 tháng 6 năm 2020 (an táng ngày 22 tháng 6), hưởng dương 30 tuổi Trong dòng thời gian ban đầu, cô vô tình gặp được Thời Quang trên máy bay và cũng gián tiếp giúp anh tìm ra em gái của mình là Âu Dương Gia Thuần sau khi chết Sau khi qua đời, cô được nghi ngờ là tự sát và lập di chúc để lại quán cà phê trị giá 30 triệu đô cho ba người bạn với điều kiện họ phải sống chung với nhau một năm Trong tập 23, cô được Cổ Gia Minh làm nội ứng tiếp cận Khang Vĩnh Nhân để tìm ra bằng chứng phạm tội của hắn nhưng sau đó, cô đã từ chức vì vô tình yêu ông. Cuối cùng, cô bị phát hiện là nội ứng và dựng hiện trường giả tự sát rồi giết chết |
| Lê Khang Kỳ (lúc trẻ)   | Trương Mân         | Hailey, Trương Bạo Long Chủ quán mới / Luật sư của Tập đoàn Duy Cảng Thế Kỷ Tốt nghiệp Cao đẳng Thánh La Lan Bạn học cấp hai của Chu Tiểu Tiểu, Âu Dương Gia Thuần và Dương Tử Sơn Sinh năm 1989/1990, 30 tuổi Trong dòng thời gian ban đầu, cô là bạn gái của Thời Quang. Sau đó cả hai chia tay do sự kiện sập Tòa nhà Duy Lợi và bị xe hơi đâm chết vào ngày 14 tháng 10. Ở dòng thời gian hiện tại, lúc đầu cô không có ấn tượng tốt với Thời Quang nhưng dần dần thích anh, cô cũng được theo đuổi bởi Viên Hựu Huân Trong tập 19, cô bị Sử Đông bắt cóc và được Thời Quang giải cứu. Từ sau sự kiện này, cô thường mơ thấy những ký ức của dòng thời gian ban đầu Trong tập 24, Âu Dương Gia Thuần đã tiết lộ toàn bộ sự thật về dòng thời gian ban đầu cho cô, sau đó cô đã quay lại với Thời Quang. Đồng thời, cô cùng bạn mình đã phát hiện ra bằng chứng tội ác của Khang Vĩnh Nhân mà Chu Tiểu Tiểu để lại Xem thêm tại Nhà họ Trương |
| Đặng Bội Nghi           | Trương Mân         | Hailey, Trương Bạo Long Chủ quán mới / Luật sư của Tập đoàn Duy Cảng Thế Kỷ Tốt nghiệp Cao đẳng Thánh La Lan Bạn học cấp hai của Chu Tiểu Tiểu, Âu Dương Gia Thuần và Dương Tử Sơn Sinh năm 1989/1990, 30 tuổi Trong dòng thời gian ban đầu, cô là bạn gái của Thời Quang. Sau đó cả hai chia tay do sự kiện sập Tòa nhà Duy Lợi và bị xe hơi đâm chết vào ngày 14 tháng 10. Ở dòng thời gian hiện tại, lúc đầu cô không có ấn tượng tốt với Thời Quang nhưng dần dần thích anh, cô cũng được theo đuổi bởi Viên Hựu Huân Trong tập 19, cô bị Sử Đông bắt cóc và được Thời Quang giải cứu. Từ sau sự kiện này, cô thường mơ thấy những ký ức của dòng thời gian ban đầu Trong tập 24, Âu Dương Gia Thuần đã tiết lộ toàn bộ sự thật về dòng thời gian ban đầu cho cô, sau đó cô đã quay lại với Thời Quang. Đồng thời, cô cùng bạn mình đã phát hiện ra bằng chứng tội ác của Khang Vĩnh Nhân mà Chu Tiểu Tiểu để lại Xem thêm tại Nhà họ Trương |
| La Dục Nghi (lúc trẻ)   | Âu Dương Gia Thuần | Alice, Thỏ Thuần Thuần Chủ quán mới / Giáo viên hợp đồng của Trường Tiểu học La Ba Còn được biết đến với tên là Thời Gia Thuần Tốt nghiệp Cao đẳng Thánh La Lan Em gái cùng cha khác mẹ của Thời Quang Bạn học cấp hai của Chu Tiểu Tiểu, Trương Mân và Dương Tử Sơn Hàng xóm của Phác Bảo Kiếm và có tình cảm với anh Sinh năm 1989/1990, 30 tuổi Ở dòng thời gian ban đầu, cô nhận lại Thời Quang là anh trai, vào ngày 29 tháng 12, cô bị sát hại vì biết về âm mưu đằng sau sự kiện Tòa nhà Duy Lợi sập. Ở dòng thời gian hiện tại, cô đã phải lòng Thời Quang vì chưa nhận ra anh là anh trai của mình Trong tập 4, cô chính thức mở cửa lại quán cà phê, trở thành đầu bếp toàn thời gian của quán và từ chức giáo viên vì không thể ký hợp đồng làm việc tiếp Trong tập 21, khi đang được Phác Bảo Kiếm tỏ tình, cô bị trúng độc và bất tỉnh. Sau khi tỉnh lại, cô quên hết các sự kiện ở dòng thời gian hiện tại và có lại được ký ức của dòng thời gian ban đầu. Vì vậy, cô cũng nhận ra Thời Quang là anh trai của mình. Trong tập 22, cô đã tiết lộ rằng trong dòng thời gian ban đầu, cô đã vô tình nghe được lời thú tội đã phản bội Thời Quang của Viên Hựu Huân Trong tập 24, cô cùng bạn mình phát hiện ra bằng chứng tội ác của Khang Vĩnh Nhân mà Chu Tiểu Tiểu để lại Xem tại thêm Nhà họ Âu Dương |
| Tưởng Gia Mân           | Âu Dương Gia Thuần | Alice, Thỏ Thuần Thuần Chủ quán mới / Giáo viên hợp đồng của Trường Tiểu học La Ba Còn được biết đến với tên là Thời Gia Thuần Tốt nghiệp Cao đẳng Thánh La Lan Em gái cùng cha khác mẹ của Thời Quang Bạn học cấp hai của Chu Tiểu Tiểu, Trương Mân và Dương Tử Sơn Hàng xóm của Phác Bảo Kiếm và có tình cảm với anh Sinh năm 1989/1990, 30 tuổi Ở dòng thời gian ban đầu, cô nhận lại Thời Quang là anh trai, vào ngày 29 tháng 12, cô bị sát hại vì biết về âm mưu đằng sau sự kiện Tòa nhà Duy Lợi sập. Ở dòng thời gian hiện tại, cô đã phải lòng Thời Quang vì chưa nhận ra anh là anh trai của mình Trong tập 4, cô chính thức mở cửa lại quán cà phê, trở thành đầu bếp toàn thời gian của quán và từ chức giáo viên vì không thể ký hợp đồng làm việc tiếp Trong tập 21, khi đang được Phác Bảo Kiếm tỏ tình, cô bị trúng độc và bất tỉnh. Sau khi tỉnh lại, cô quên hết các sự kiện ở dòng thời gian hiện tại và có lại được ký ức của dòng thời gian ban đầu. Vì vậy, cô cũng nhận ra Thời Quang là anh trai của mình. Trong tập 22, cô đã tiết lộ rằng trong dòng thời gian ban đầu, cô đã vô tình nghe được lời thú tội đã phản bội Thời Quang của Viên Hựu Huân Trong tập 24, cô cùng bạn mình phát hiện ra bằng chứng tội ác của Khang Vĩnh Nhân mà Chu Tiểu Tiểu để lại Xem tại thêm Nhà họ Âu Dương |
| Nghê Gia Văn (lúc trẻ)  | Dương Tử Sơn       | Purple, A Sơn, Phi Nữ Sơn, Sơn Sơn (tên đặc biệt của Lưu Tinh gọi) Chủ quán mới / KOL kinh doanh mua sắm Tốt nghiệp Cao đẳng Thánh La Lan Con gái của Long Bạn học cấp hai của Chu Tiểu Tiểu, Trương Mân và Âu Dương Gia Thuần Hàng xóm của Thời Quang và Phác Bảo Kiếm Lúc đầu, cô thường mâu thuẫn với Lưu Tinh nhưng về sau cả hai có tình cảm với nhau Sinh năm 1988/1989, 31 tuổi Kết hôn lần đầu năm 22 tuổi, có hai đời chồng và cả hai người chồng đều qua đời sau khi kết hôn Trong tập 13, cô bị phát hiện đang quen Lưu Tinh Trong tập 24, cô cùng bạn mình phát hiện ra bằng chứng tội ác của Khang Vĩnh Nhân mà Chu Tiểu Tiểu để lại |
| Lưu Bội Nguyệt          | Dương Tử Sơn       | Purple, A Sơn, Phi Nữ Sơn, Sơn Sơn (tên đặc biệt của Lưu Tinh gọi) Chủ quán mới / KOL kinh doanh mua sắm Tốt nghiệp Cao đẳng Thánh La Lan Con gái của Long Bạn học cấp hai của Chu Tiểu Tiểu, Trương Mân và Âu Dương Gia Thuần Hàng xóm của Thời Quang và Phác Bảo Kiếm Lúc đầu, cô thường mâu thuẫn với Lưu Tinh nhưng về sau cả hai có tình cảm với nhau Sinh năm 1988/1989, 31 tuổi Kết hôn lần đầu năm 22 tuổi, có hai đời chồng và cả hai người chồng đều qua đời sau khi kết hôn Trong tập 13, cô bị phát hiện đang quen Lưu Tinh Trong tập 24, cô cùng bạn mình phát hiện ra bằng chứng tội ác của Khang Vĩnh Nhân mà Chu Tiểu Tiểu để lại |
| Khâu Tử Khiêm           | Lưu Tinh           | Cậu Tinh, Tinh Tinh (tên đặc biệt của Lưu Tinh gọi) Nhân viên pha cà phê Lúc đầu, anh thường mâu thuẫn với Dương Tử Sơn nhưng về sau cả hai có tình cảm với nhau Ban đầu, anh có ý định tự tử và được Chu Tiểu Tiểu ngăn lại, về sau khi Chu Tiểu Tiểu qua đời, anh đã nghi ngờ về cái chết của Tiểu Tiểu không phải do tự sát Trong tập 13, Âu Dương Gia Thuần phát hiện ra anh đang sống trong kho của quán cà phê và anh đã hẹn hò với Dương Tử Sơn, sau đó, anh đã thuê nhà của Phác Bảo Kiếm để ở tạm thời Trong tập 24, anh cùng mọi người phát hiện ra bằng chứng tội ác của Khang Vĩnh Nhân mà Chu Tiểu Tiểu để lại |

### Tập đoàn Duy Cảng Thế Kỷ
| Diễn viên       | Vai diễn        | Miêu tả |
| --------------- | --------------- | --- |
| Lâm Vĩ Thần     | Khang Vĩnh Nhân | Henry Chủ tịch Tập đoàn Duy Cảng Thế Kỷ Chồng của Gloria Cha của Khang Trọng Kỳ Anh họ của Huỳnh Vĩnh Lượng Sếp kiêm tình nhân cũ của Chu Tiểu Tiểu và đã quay lưng với cô vì gia đình Sinh năm 1964/1965, 55 tuổi Thông đồng với Huỳnh Vĩnh Lượng làm sập Tòa nhà Duy Lợi, ông đã dùng Sử Đông và Tây Môn làm tay sai cho mình Trong tập 23, Sử Đông đã tiết lộ với ông rằng người đứng đằng sau phá hoại những kế hoạch của ông là Thời Quang và lúc trước, ông cũng biết được rằng Chu Tiểu Tiểu là cảnh sát chìm và đã ra lệnh cho Sử Đông thủ tiêu cô |
| Phàn Diệc Mẫn   | Gloria          | Phu nhân Chủ tịch Tập đoàn Duy Cảng Thế Kỷ Vợ của Khang Vĩnh Nhân Mẹ của Khang Trọng Kỳ Có thỏa thuận với Khang Vĩnh Nhân rằng ông phải đảm bảo rằng quyền thừa kế của Khang Trọng Kỳ không bị ảnh hưởng, nghĩa là Khang Vĩnh Nhân không thể có con ngoài cầm giá thú. Cũng vì thỏa thuận này đã khiến Khang Vĩnh Nhân hại Chu Tiểu Tiểu sảy thai Xuất hiện trong tập 7 |
| Lâm Khải Ân     | Khang Trọng Kỳ  | Kimberly Con gái Chủ tịch Tập đoàn Duy Cảng Thế Kỷ / Quản lý tòa nhà Tắc Sư kiêm kiến trúc sư Con gái của Khang Vĩnh Nhân và Gloria Sinh năm 1993/1994, 26 tuổi Hợp tác với Thời Quang trong dự án thành phố Duy Cảng Thế Kỷ và dần dần thích anh Xuất hiện trong tập 6 |
| Lý Mạn Phân     | Miss Mo         | Giám đốc Bộ phận Pháp lý Sếp của Trương Mân (xuất hiện trong tập 1, 16, 21, 23) |
| Đẳng Bội Nghi   | Trương Mân      | Hailey Luật sư Xem thêm tại Quán cà phê Tiểu Tiểu Thời Quang |
| Triệu Lạc Hiền  | Anson           | Trợ lý Chủ tịch Trợ lý của Khang Vĩnh Nhân |
| Lê Nhật Nam     | Dương Dung Sinh | Giám đốc Điều hành Công ty (xuất hiện trong tập 1) |
| Vương Vĩ        |                 | Giám đốc Điều hành Công ty (xuất hiện trong tập 1) |
| Lâm Cảnh Trình  | Uy              | Trợ lý của Trương Mân (xuất hiện trong tập 4, 5) |
| Bàng Tường Linh | Jenny           | Đồng nghiệp của Trương Mân (xuất hiện trong tập 5, 8, 12, 16, 18, 21, 23, 24) |
| Tăng Kiện Minh  | Chú Chiêm       | Nhân viên lâu năm của công ty (xuất hiện trong tập 6, 11, 19, 21, 22) |
| Tăng Uyển Sa    |                 | Trợ lý của Khang Trọng Kỳ (xuất hiện trong tập 6) |
| Bàng Huệ Trung  | Paula           | Thư ký của Khang Vĩnh Nhân (xuất hiện trong tập 8, 14, 16, 23) |
| Lương Chí Quang |                 | Nhân viên (xuất hiện trong tập 11, 22) |
| Thi Trác Nhật   | Hàn Triều Vĩ    | Michael Luật sư của Bộ phận Pháp lý (xuất hiện trong tập 19, 21) |

### Tòa nhà Duy Lợi
| Diễn viên    | Vai diễn        | Miêu tả |
| ------------ | --------------- | --- |
| Phùng Tố Ba  | Phương Phương   | Dì Phương Cư dân của Tòa nhà Duy Lợi, có 22% quyền sở hữu tòa nhà Bạn của Chu Tiểu Tiểu Mẹ của Lương Bá Xuyên Bà của Lương Khải Tư Nhiều năm trước, vì lo đánh bạc để cháu trai bà bị xe tông chết nên bà bị con trai coi là kẻ sát nhân Bà không muốn chuyển nhà đi vì mong chờ con trai quay trở về Ở dòng thời gian ban đầu, bà bị chết trong vụ sập Tòa nhà Duy Lợi vào ngày 29 tháng 9 Xuất hiện trong tập 6 Trong tập 17, Thời Quang và Trương Mân tìm đến con trai bà để thuyết phục anh quay trở lại với mẹ nhưng anh lại tìm để cắt đứt quan hệ một lần nữa. Điều này khiến bà rất buồn và tức giận nên đã trở mặt với Thời Quang và Trương Mân Trong tập 20, bà tha thứ cho Thời Quang, Trương Mân và quyết định chuyển ra khỏi Tòa nhà Duy Lợi                                                                                     |
| Bảo Bội Như  | Diêu Vịnh Cầm   | Chị Cầm Cư dân của Tòa nhà Duy Lợi Vợ chưa cưới của Giản Kỳ, chủ sở hữu của căn nhà Cô đã miễn cưỡng rời khỏi căn nhà đầy kỷ niệm đẹp với vị hôn thê đã biến mất 20 năm trước trong một chuyến đi tàu Ở dòng thời gian ban đầu, cô bị chết trong vụ sập Tòa nhà Duy Lợi vào ngày 29 tháng 9 Xuất hiện trong tập 7 Trong tập 12, Thời Quang và Trương Mân vô tình phát hiện ra Giản Kỳ vẫn còn sống nhưng cả hai đã quyết định che giấu. Sau đó, cả hai quyết định giúp Diêu Vịnh Cầm chuyển quyền sở hữu của căn nhà sang cho cô để cô nhanh chóng rời đi Trong tập 17, cô biết rằng vị hôn thê của mình vẫn còn sống và đã trở mặt với Thời Quang và Trương Mân. Nhưng cuối cùng, cô biết rằng đây chỉ là hiểu lầm và tha thứ cho họ Trong tập 20, cô chính thức trở thành chủ sở hữu tòa nhà và chuyển đi nơi khác sống để làm lại cuộc đời |
| Trần Gia Huy | Tống Thiều Nam  | Chú Nam Cư dân của Tòa nhà Duy Lợi Chồng của Thái Ngọc Trinh Cha của Tống Kiện Lạc Sau khi trúng xổ số Super Six, anh trở nên cực kỳ mê tín dị đoan dẫn đến việc bị thầy bói giả lừa gạt biến căn nhà thành nơi thờ phong thủy và không muốn rời đi Trong dòng thời gian ban đầu, anh bị chết trong vụ sập Tòa nhà Duy Lợi vào ngày 29 tháng 9 Xuất hiện trong tập 7 Trong tập 9, biết mình bị lừa nhưng anh vẫn không tin, sau khi con trai nhập viện thì anh mới thay đổi suy nghĩ và quyết định rời đi Trong tập 17, anh biết được Thời Quang và Trương Mân đã xúi con trai mình giả bệnh để chống lại anh. Nhưng cuói cùng, anh biết rằng đây chỉ là hiểu lầm và tha thứ cho họ Trong tập 20, anh quyết định chuyển khỏi tòa nhà |
| Tăng Huệ Văn | Thái Ngọc Trinh | Thím Nam Cư dân của Tòa nhà Duy Lợi Vợ của Tống Thiều Nam Mẹ của Tống Kiện Lạc Trong dòng thời gian ban đầu, cô bị chết trong vụ sập Tòa nhà Duy Lợi vào ngày 29 tháng 9 Xuất hiện trong tập 7 Trong tập 9, vì con trai nhập viện nên đã xảy ra tranh cãi với Tống Thiều Nam khiến anh quyết định chuyển nhà đi Trong tập 17, cô biết được Thời Quang và Trương Mân đã xúi giục con trai mình giả bệnh nên đã trở mặt với họ Trong tập 20, cô biết được rằng đó chỉ là sự hiểu làm và quyết định chuyển khỏi tòa nhà |
| Lưu Thần Hy  | Tống Kiện Lạc   | Bé Lạc Cư dân của Tòa nhà Duy Lợi Con trai của Tống Thiều Nam và Thái Ngọc Trinh Cậu bị cha mình nhốt trong tòa nhà để bảo vệ sau một vụ tai nạn xe hơi sau khi cha cậu trúng số Super Six Trong dòng thời gian ban đầu, cậu bị chết trong vụ sập Tòa nhà Duy Lợi vào ngày 29 tháng 9 Xuất hiện trong tập 7 Trong tập 9, anh giả vờ đau bụng nhập viện để cha mình thay đổi suy nghĩ Trong tập 29, cậu cùng cha mẹ chuyển ra khỏi tòa nhà |

### Nhà họ Trương
| Diễn viên                 | Vai diễn      | Miêu tả |
| ------------------------- | ------------- | --- |
| Lâm Kính Cương            | Tương Vĩ Kiệt | Nhà thầu dự án cải tạo công trình Chồng của Phan Mỹ Nghi Cha của Tương Gia Lâm Bác của Trương Mân Em rể của Phan Mỹ Thần Trong thời gian ban đầu, anh chịu trách nhiệm cải tạo Tòa nhà Duy Lợi, anh bị nghi ngờ nhận tiền để làm sập tòa nhà Xuất hiện trong tập 4            |
| Dương Trác Na             | Phan Mỹ Nghi  | Vợ của Tương Vĩ Kiệt Mẹ của Tương Gia Lâm Em của Phan Mỹ Thần Dì của Trương Mân Xuất hiện trong tập 4 |
| Huỳnh Tuyết Nhi (lúc nhỏ) | Trương Mân    | Hailey, Mân Mân Con gái của Trương Học Ngôn và Phan Mỹ Thần Cháu gái của Tương Vĩ Kiệt và Phan Mỹ Nghi Chị họ của Tương Gia Lâm Được nuôi dưỡng ở gia đình của dì họ sau khi cha mẹ cô qua đời trong vụ tai nạn xe hơi năm 2004 Xem thêm tại Quán cà phê Tiểu Tiểu Thời Quang |
| Lê Khang Kỳ (lúc trẻ)     | Trương Mân    | Hailey, Mân Mân Con gái của Trương Học Ngôn và Phan Mỹ Thần Cháu gái của Tương Vĩ Kiệt và Phan Mỹ Nghi Chị họ của Tương Gia Lâm Được nuôi dưỡng ở gia đình của dì họ sau khi cha mẹ cô qua đời trong vụ tai nạn xe hơi năm 2004 Xem thêm tại Quán cà phê Tiểu Tiểu Thời Quang |
| Đặng Bội Nghi             | Trương Mân    | Hailey, Mân Mân Con gái của Trương Học Ngôn và Phan Mỹ Thần Cháu gái của Tương Vĩ Kiệt và Phan Mỹ Nghi Chị họ của Tương Gia Lâm Được nuôi dưỡng ở gia đình của dì họ sau khi cha mẹ cô qua đời trong vụ tai nạn xe hơi năm 2004 Xem thêm tại Quán cà phê Tiểu Tiểu Thời Quang |
| Tiêu Nhã Chi (lúc nhỏ)    | Tương Gia Lâm | Con gái của Tương Vĩ Kiệt và Phan Mỹ Nghi Cháu gái của Trương Học Ngôn và Phan Mỹ Thần Em họ của Trương Mân Xuất hiện trong tập 6 |
| Huỳnh Tử Thông            | Tương Gia Lâm | Con gái của Tương Vĩ Kiệt và Phan Mỹ Nghi Cháu gái của Trương Học Ngôn và Phan Mỹ Thần Em họ của Trương Mân Xuất hiện trong tập 6 |

### Nhà họ Âu Dương
| Diễn viên               | Vai diễn                | Miêu tả |
| ----------------------- | ----------------------- | --- |
| Minh Đức Phong          | Cha dượng của Gia Thuần | Chồng đã qua đời của Tô Tiểu Tiểu Cha dượng đã qua đời của Âu Dương Gia Thuần Cha ruột đã qua đời của Âu Dương Gia Thành |
| Hàn Mã Lợi              | Tô Tiểu Tiểu            | Mẹ của Âu Dương Gia Thuần và Âu Dương Gia Thành Mẹ chồng của Rachael Bà rất gia trương, luôn yêu thương con trai nhưng lại rất vô tâm với con gái Là tình nhân của cha của Thời Quang và đã sinh ra cho ông một người con gái là Âu Dương Gia Thuần Trong dòng thời gian ban đầu, vì Âu Dương Gia Thuần bị hôn mê không thể chuyển giao quyền sở hữu căn nhà nên bà rất không hài lòng. Ở dòng thời gian hiện tại, bà khuyến khích Gia Thuần kết hôn với Phác Bảo Kiếm để chuyển giao căn hộ lại cho Âu Dương Gia Thành |
| Tiêu Vịnh Chi (lúc nhỏ) | Âu Dương Gia Thuần      | Alice Con gái của Tô Tiểu Tiểu Em gái cùng mẹ khác cha của Âu Dương Gia Thành Chị chồng của Rachael và thường xuyên bị cô ăn hiếp Em gái cùng cha khác mẹ của Thời Quang Là trụ cột kinh tế của gia đình, là nguồn tài chính duy nhất của gia đình nhưng lại không được mọi người coi trọng và biết ơn Xem thêm tại Quán cà phê Tiểu Tiểu Thời Quang |
| La Dục Nghi (lúc trẻ)   | Âu Dương Gia Thuần      | Alice Con gái của Tô Tiểu Tiểu Em gái cùng mẹ khác cha của Âu Dương Gia Thành Chị chồng của Rachael và thường xuyên bị cô ăn hiếp Em gái cùng cha khác mẹ của Thời Quang Là trụ cột kinh tế của gia đình, là nguồn tài chính duy nhất của gia đình nhưng lại không được mọi người coi trọng và biết ơn Xem thêm tại Quán cà phê Tiểu Tiểu Thời Quang |
| Tưởng Gia Mân           | Âu Dương Gia Thuần      | Alice Con gái của Tô Tiểu Tiểu Em gái cùng mẹ khác cha của Âu Dương Gia Thành Chị chồng của Rachael và thường xuyên bị cô ăn hiếp Em gái cùng cha khác mẹ của Thời Quang Là trụ cột kinh tế của gia đình, là nguồn tài chính duy nhất của gia đình nhưng lại không được mọi người coi trọng và biết ơn Xem thêm tại Quán cà phê Tiểu Tiểu Thời Quang |
| Quan Diệu Tuấn          | Âu Dương Gia Thành      | Con trai của Tô Tiểu Tiểu Em trai cùng mẹ khác cha của Âu Dương Gia Thuần Chồng của Rachael |
| Trần Gia Tuệ            | Rachael                 | Con dâu của Tô Tiểu Tiểu Vợ của Âu Dương Gia Thành và đang mang trong bụng giọt máu của anh Em dâu của Âu Dương Gia Thuần và thường xuyên ăn hiếp cô |

### Diễn viên khác
| Diễn viên     | Vai diễn      | Miêu tả |
| ------------- | ------------- | --- |
| Chu Mẫn Hãn   | Phác Bảo Kiếm | Gum, A Kiếm, Luật sư Phác Luật sư / Chủ tịch Hiệp hội Nghiên cứu Sự kiện huyền bí Con lai giữa Hàn Quốc và Hồng Kông Hàng xóm của Chu Tiểu Tiểu và là người thực hiện di chúc của cô Chủ nhà kiêm bạn mới của Thời Quang Hàng xóm của Trương Mân, Âu Dương Gia Thuần và Dương Tử Sơn Sau khi được Thời Quang giao phó nhiệm vụ bảo vệ Âu Dương Gia Thuần, anh dần dần nảy sinh tình cảm với cô Sinh năm 1989/1990, 30 tuổi Trong tập 5, anh biết rằng Thời Quang là người trùng sinh từ dòng thời gian ban đầu Trong tập 21, anh thể hiện tình cảm của mình với Âu Dương Gia Thuần nhưng lúc này cô đã quên những sự kiện ở dòng thời gian hiện tại mà chỉ có ký ức của dòng thời gian ban đầu |
| Hà Phách Liêm | Trịnh Vũ Tuấn | Bé Tuấn Học sinh Trường Tiểu học La Ba Học sinh của Âu Dương Gia Thuần Trong dòng thời gian ban đầu, cậu qua đời do dị ứng với ong sau khi bị ong đốt. Ở dòng thời gian hiện tại, cậu được Thời Quang giải cứu và cậu coi Thời Quang là Beeman (tập 2, 4) |

## Xếp hạng
| Tuần      | Tập phim  | Ngày phát sóng                     | Số điểm   | Ghi chú |
| --------- | --------- | ---------------------------------- | --------- | ------- |
| 1         | 01 - 05   | 18 tháng 10 - 22 tháng 10 năm 2021 | 19.1 điểm |         |
| 2         | 06 - 10   | 25 tháng 10 - 29 tháng 10 năm 2021 | 19.2 điểm |         |
| 3         | 11 - 15   | 1 tháng 11 - 5 tháng 11 năm 2021   | 19.0 điểm |         |
| 4         | 16 - 20   | 8 tháng 11 - 12 tháng 11 năm 2021  | 19.9 điểm |         |
| 5         | 21 - 25   | 15 tháng 11 - 20 tháng 11 năm 2021 |           |         |
| Tổng điểm | Tổng điểm | Tổng điểm                          | điểm      |         |

## Nhạc phim
| Tên bài hát                         | Trình bày        | Soạn nhạc        | Viết lời       | Biên khúc        | Giám chế                 | Công ty                    |
| ----------------------------------- | ---------------- | ---------------- | -------------- | ---------------- | ------------------------ | -------------------------- |
| Vĩnh viễn khác đường（殊途永遠）    | Trịnh Tuấn Hoằng | Trương Gia Thành | Dương Hy       | Trương Gia Thành | Vi Cảnh Vân              | Công ty Giải trí Tinh Mộng |
| Chỉ vì yêu em đậm sâu（只因深愛妳） | Đàm Tuấn Ngạn    | Trương Gia Thành | Trương Mỹ Hiền | Trương Gia Thành | Hà Triết Đồ, Vi Cảnh Vân | Công ty Giải trí Tinh Mộng |
| Đầu hàng （i投降吧）                | Đàm Vĩnh Hạo     | Trương Gia Thành | Dương Hy       | Trương Gia Thành | Trương Gia Thành         | Công ty Giải trí Tinh Mộng |